# Bleu Victoria BO
Pour les articles homonymes, voir bleu Victoria.
Le bleu Victoria BO est un composé organique à structure amino-triarylméthane utilisé comme colorant. Il est référencé dans le Colour Index sous le numéro C.I. 42595 et sous la dénomination « C.I. Basic Blue 7 ».

## Chimie
La forme référencée sous ces identifiants est un chlorure d'iminium. D'autres identifiants (C.I. 42595:1 ou Solvent Blue 5) désignent l'amine libre (free base) obtenue par alcalinisation à partir de cet ion. La particularité structurale des colorants de cette série, « les bleus Victoria », est le remplacement de l'un des cycles benzéniques substitués par un groupement dérivé de la 1-Naphtylamine.

## Utilisations
C'est un colorant bleu utilisé dans les encres water-based. Il possède une grande intensité et pureté de teinte, ainsi qu'un très bon brillant. Son coût est cependant élevé, doublé d'une résistance chimique (chaleur, solvant, acides) médiocre.